# SEA IV
SEA IV — двомісний французький винищувач і розвідувальний літак часів Першої світової війни, який спільно розробили Анрі Потез, Марсель Блок та Луї Королле.

## Історія
Модель SEA IV була спроектована і побудована 1917 року Анрі Потезом, Марселем Блоком і Луї Королле. Літак був побудований на базі SEA II, і був обладнаний більш потужним двигуном Lorraine потужністю 350 к. с. Перший політ прототипу відбувся в січні 1918 року, його пілотував Гюстав Душі. Похвальний відгук пілота про літак сприяв підписанню контракта на 1000 екземплярів від Міністерства озброєнь і військової промисловості. У планах військового відомства було отримання 200 літаків щомісяця. Перший серійний літак був випущений 11 листопада 1918 року, в момент капітуляції Німеччини. Це позначилося на планах випуску літака — контракт буор анульовано. Всього було вироблено 115 екземплярів.

## Модифікації
Було випущено дві версії літака:
- SEA IVA2 — літак-розвідник
- SEA IVC2 — винищувач